# Frohes Fest
Frohes Fest è il secondo album in studio del gruppo musicale tedesco Unheilig, pubblicato nel 2002.

## Tracce

### Frohes Fest
1. Sternzeit (1. Strophe) – 2:13
2. Kling Glöckchen klingelingeling – 4:11
3. Leise rieselt der Schnee – 5:09
4. O Tannenbaum – 4:32
5. Sternzeit (2. Strophe) – 1:28
6. Süßer die Glocken nie klingen – 5:23
7. Als ich bei meinen Schafen wacht – 5:56
8. Vollendung – 3:58
9. Morgen kommt der Weihnachtsmann – 5:03
10. Sternzeit (3. Strophe) – 1:30
11. Schneeflöckchen Weißröckchen – 5:29
12. Still still still – 6:36
13. Ihr Kinderlein kommet – 6:06
14. Stille Nacht heilige Nacht – 7:00
15. Sternzeit (4. Strophe) – 3:42

### Tannenbaum(EP bonus)
1. O Tannenbaum (Single Edit) – 3:37
2. O Tannenbaum (Toxic Radio Edit) – 3:14
3. Vorweihnachtszeit – 4:09
4. O Tannenbaum (Der Graf Club Edit) – 6:23
5. Knecht Ruprecht – 5:15
6. O Tannenbaum (Toxic Club Remix) – 6:02
7. Weihnachtszeit – 2:43